# Pandas (software)
In informatica, Pandas è una libreria software scritta per il linguaggio di programmazione Python per la manipolazione e l'analisi dei dati. In particolare, offre strutture dati e operazioni per manipolare tabelle numeriche e serie temporali. È un software libero rilasciato sotto la licenza BSD a tre clausole. Il nome deriva dal termine "panel data", termine econometrico per set di dati che include osservazioni su più periodi di tempo per gli stessi individui.

## Storia
Wes McKinney ha iniziato a lavorare su Pandas nel 2008 mentre era impiegato presso AQR Capital Management per la necessità di avere uno strumento flessibile e ad alte prestazioni per eseguire analisi quantitative su dati finanziari.
Prima di lasciare AQR è stato in grado di convincere il management a permettergli di rendere open source la libreria.
Un altro impiegato AQR, Chang She, si è unito allo sforzo nel 2012 come secondo maggior contributore alla libreria.

## Esempi
Curve
```
import
 
pandas
 
as
 
pd

import
 
matplotlib.pyplot
 
as
 
plt

import
 
numpy
 
as
 
np

df
 
=
 
pd
.
DataFrame
(
np
.
random
.
randn
(
100
,
 
5
),
 
columns
=
list
(
'ABCDE'
))

df
=
df
.
cumsum
()
 
# Return cumulative sum over a DataFrame or Series axis

df
.
plot
()

plt
.
show
()

```

 Grafici a barre 
```
df
 
=
 
pd
.
DataFrame
(
np
.
random
.
rand
(
10
,
 
5
),
 
columns
=
list
(
'ABCDE'
))

df
.
plot
.
bar
(
stacked
=
True
)

plt
.
show
()

```

 Trama scatola (Box plot) 
```
df
 
=
 
pd
.
DataFrame
(
np
.
random
.
rand
(
7
,
 
5
),
 
columns
=
list
(
'ABCDE'
))

df
.
plot
.
box
()

plt
.
show
()

```

 Histogram 
```
data
 
=
 
pd
.
Series
(
np
.
random
.
normal
(
size
=
100
))

data
.
hist
(
grid
=
False
)

plt
.
show
()

```